# Крейтон, Джон Оливер
Джон О́ливер Кре́йтон (англ. John Oliver Creighton; род. 1943) — астронавт НАСА. Совершил три космических полёта на шаттлах: в качестве пилота на STS-51G (1985, «Дискавери»), в качестве командира корабля: на STS-36 (1990, «Атлантис») и на STS-48 (1991, «Дискавери»), полковник.

## Рождение и образование
Родился 28 апреля 1943 года в городе Орандж, штат Техас, но своим родным считает город Сиэтл, штат Вашингтон, там же в 1961 году окончил среднюю школу. В 1966 году окончил Военно-морскую академию и получил степень бакалавра наук. В 1978 году в Университете Джорджа Вашингтона получил степень магистра по управлению научно-техническими работами.

## До полётов
После окончания Академии был направлен на летную подготовку, которую окончил в октябре 1967 года, став военно-морским лётчиком.
С июля 1968 по май 1970 года служил пилотом F-4J в составе 154-й истребительной эскадрильи, за время службы принимал участие в двух боевых походах на авианосце «USS Рейнджер (CVA-61)» к побережью Вьетнама. Выполнил 175 боевых вылетов. С июня 1970 по февраль 1971 года проходил подготовку в Школе лётчиков-испытателей ВМС США на авиабазе ВМС авиабазе Патаксент-Ривер в штате Мэриленд.
После окончания подготовки служил лётчиком-испытателем отдела лётных испытаний на той же авиабазе. Принимал участие в работах по созданию и испытаниях силовой установки F-14. В июле 1973 года Джон Крейтон получил назначение во 2-ю истребительную эскадрилью, став лётчиком первой боевой эскадрильи самолетов F-14. Принимал участие в двух походах на авианосце «USS Энтерпрайз (CVN-65)» в западную часть Тихого океана.
По возвращении в США из второго похода в июле 1977 года был направлен в Лётно-испытательный центр штурмовой авиации ВМС в качестве офицера по оперативным вопросам и руководителя программы испытаний F-14. Общий налёт составляет более 6000 часов, выполнил более 500 посадок на палубу авианосца. Ушёл в отставку из ВМС 15 июля 1992 года. Воинские звания: майор (капитан III ранга) ВМС (в 1978 году), полковник (капитан I ранга) ВМС (в отставке с июля 1992 года).

## Космическая подготовка
16 января 1978 года был зачислен в отряд астронавтов НАСА во время 8-го набора. Прошёл курс общекосмической подготовки (ОКП) и в августе 1979 года был зачислен в отдел астронавтов в качестве пилота шаттла. Принимал участие в работах по расследованию катастрофы шаттла «Челленджер» (STS-51L), после возобновления полётов был главным оператором связи с экипажами во время первых четырёх полетов. Был главой отделения обеспечения полёта, а после своего второго полёта в течение года возглавлял отделение планирования полётов.

## Космические полёты

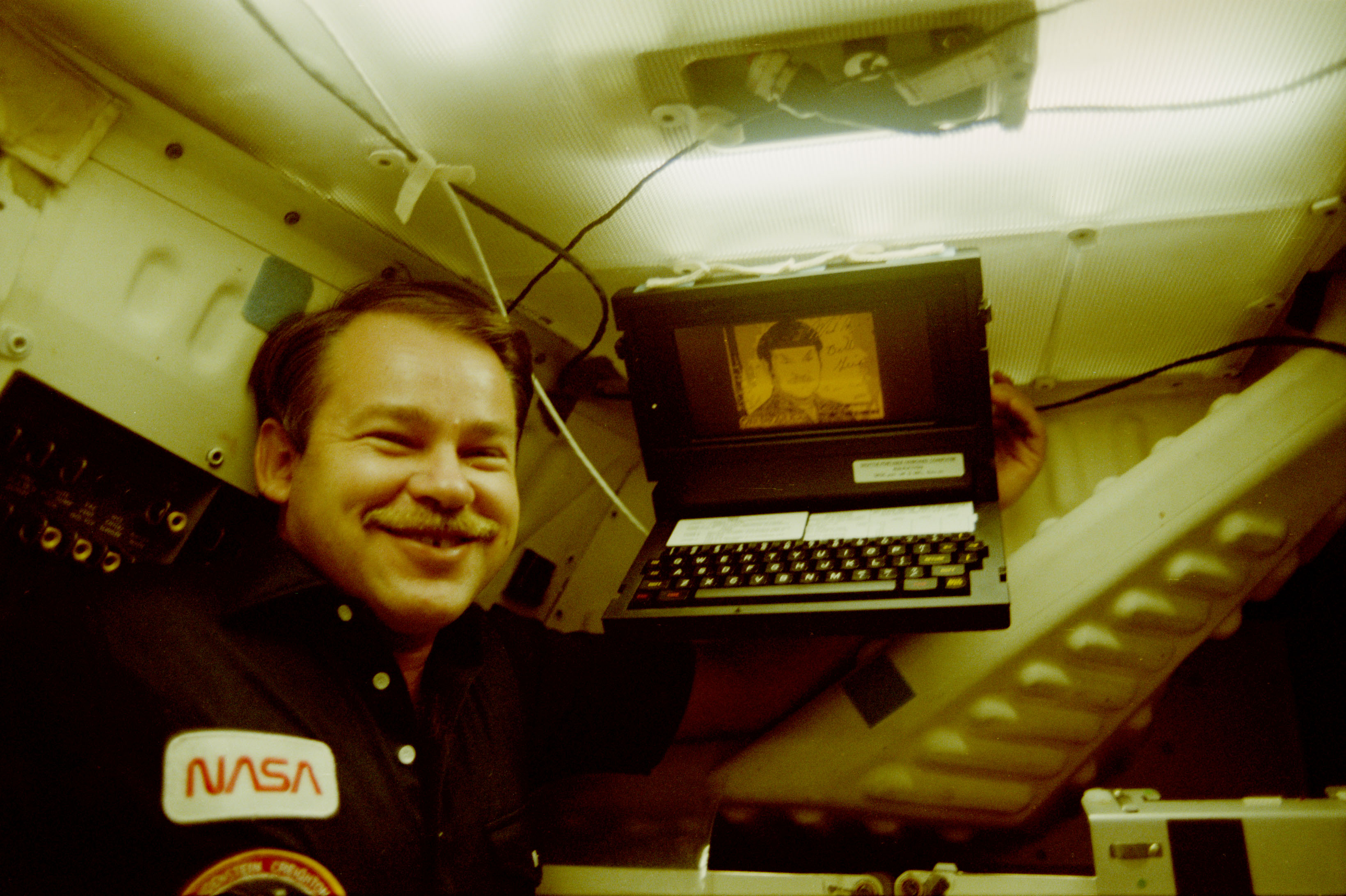
Крейтон во время миссии STS-51G, 18 июня 1985 года

- Первый полёт — STS-51G[3], шаттл «Дискавери». C 17 по 24 июня 1985 года в качестве пилота. Продолжительность полёта составила 7 суток 00 часов 10 минут[4].
- Второй полёт — STS-36[5], шаттл «Атлантис». C 28 февраля по 4 марта 1990 года в качестве командира корабля. Продолжительность полёта составила 4 суток 10 часов 19 минут[6].
- Третий полёт — STS-48[7], шаттл «Дискавери». C 12 по 18 сентября 1991 года в качестве командира корабля. Продолжительность полёта составила 5 суток 8 часов 28 минут[8].

Общая продолжительность полётов в космос — 16 суток 20 часов 24 минут 48 с.

## После полётов
После ухода из отряда астронавтов в июле 1992 года работал летчиком-испытателем в компании «Boeing Airplane Company».

## Награды и премии
Награждён: трижды — Медаль «За космический полёт» (1985, 1990 и 1991), Орден «Легион почёта», Крест лётных заслуг (США), Медаль «За отличную службу» (США), 10 — Воздушная медаль (США), Крест «За храбрость» (Южный Вьетнам), Медаль «За выдающуюся службу» (НАСА), Орден Почётного легиона и многие другие.

## Частная жизнь
Жена — Терри Стэнфорт. Увлечения: катание на лыжах, теннис и лодочный спорт. Член организаций: «Летчики-испытатели» и «Ассоциация исследователей Космоса».